# Stacja Warszawa (film)
Stacja Warszawa – polski film obyczajowy zbudowany z sześciu noweli filmowych z 2013 roku w reżyserii Macieja Cuske, Kacpra Lisowskiego, Nenada Mikovicia, Mateusza Rakowicza i Tymona Wyciszkiewicza.

## Obsada
- Marta Lipińska jako Matka Boska
- Eryk Lubos jako Matejuk „Igła”
- Zbigniew Zamachowski jako Dariusz
- Klara Bielawka jako Lucy
- Monika Dryl jako Monika Kłosek
- Janusz Chabior jako Jerzy
- Rafał Garnecki jako Filip
- Łukasz Simlat jako Marcin Jeżewski
- Andrzej Andrzejewski jako Robert Gawroński
- Piotr Machalica jako szef Marcina
- Dariusz Siastacz jako ksiądz
- Barbara Kurzaj jako prokurator
- Bartłomiej Nowosielski jako „Dolce”, szef Lucy
- Grzegorz Sowa jako Andrzej
- Bartłomiej Firlet jako „Młody”, pracownik stacji benzynowej
- Małgorzata Buczkowska jako matka Filipa
- Julia Czuraj jako Marta
- Jakub Wieczorek jako taksówkarz
- Michał Czernecki jako policjant
- Natalia Sikora jako policjantka
- Marek Serafin jako policjant
- Jowita Budnik jako lokatorka
- Magdalena Różańska jako dziewczyna z różańcem w przejściu podziemnym
- Magdalena Celówna-Janikowska jako staruszka
- Robert Ostolski jako Zbyszek, syn staruszki
- Robert Kręcicki jako zabójca „Igły”
- Piotr Żurawski jako zabójca „Igły”
- Maciej Cuske jako mężczyzna pod krzyżem
- Arkadiusz Cyran jako mężczyzna pod krzyżem
- Nenad Miković jako mężczyzna w fitness-clubie
- Michał Napiątek jako pijany na ulicy

i inni.

## Nagrody
- 2013
  - Klara Bielawka – Koszaliński Festiwal Debiutów Filmowych „Młodzi i Film” – Nagroda za debiut aktorski za: „Wyróżniającą się osobowość w mozaice postaci wieloobsadowego filmu”
  - Arkadiusz Tomiak – Koszaliński Festiwal Debiutów Filmowych „Młodzi i Film” – Nagroda za zdjęcia za: „Wykreowanie spójnego świata w wielowątkowej opowieści i oryginalna wizję plastyczną w ukazaniu naszej metropolii”
  - Paweł Skorupka – Koszaliński Festiwal Debiutów Filmowych „Młodzi i Film” – Nagroda za muzykę za: „Niebanalne i subtelne dopełnienie opowieści filmowej”
  - Aleksander Musiałowski – Koszaliński Festiwal Debiutów Filmowych „Młodzi i Film” – Nagroda za dźwięk za: „Profesjonalne stworzenie klimatu wielkiego miasta”
  - Mateusz Adamczyk, Marcin Lenarczyk i Zofia Moruś – Koszaliński Festiwal Debiutów Filmowych „Młodzi i Film” – Nagroda za dźwięk za: „Profesjonalne stworzenie klimatu wielkiego miasta”